# Аксу (Мугалжарский район)
Аксу (каз. Ақсу) — село в Мугалжарском районе Актюбинской области Казахстана. Входит в состав Ащисайского сельского округа. Код КАТО — 154835300.

## Население
В 1999 году население села составляло 346 человек (174 мужчины и 172 женщины). По данным переписи 2009 года, в селе проживало 236 человек (122 мужчины и 114 женщин).